# Santi Francesco e Caterina Patroni d'Italia

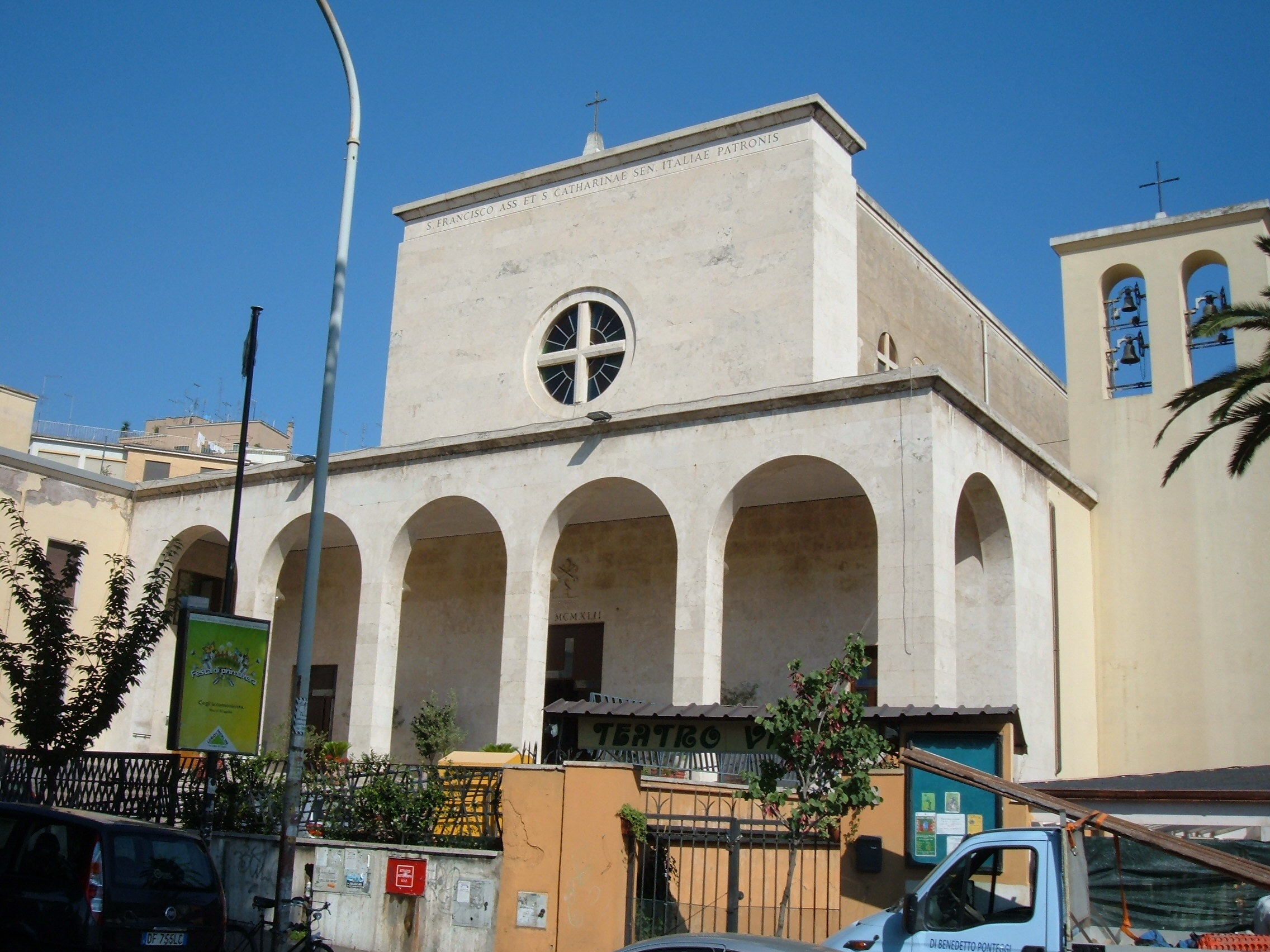
Vista da igreja, incluindo o campanário simples à direita.

Santi Francesco e Caterina, Patroni d'Italia, conhecida apenas como Parrocchia Santi Patroni d'Italia, é uma igreja de Roma localizada no início da Circonvallazione Gianicolense (nº 12), no quartiere Gianicolense, perto da estação Roma Trastevere. É dedicada a São Francisco de Assis e Santa Catarina de Siena, padroeiros da Itália.

## História

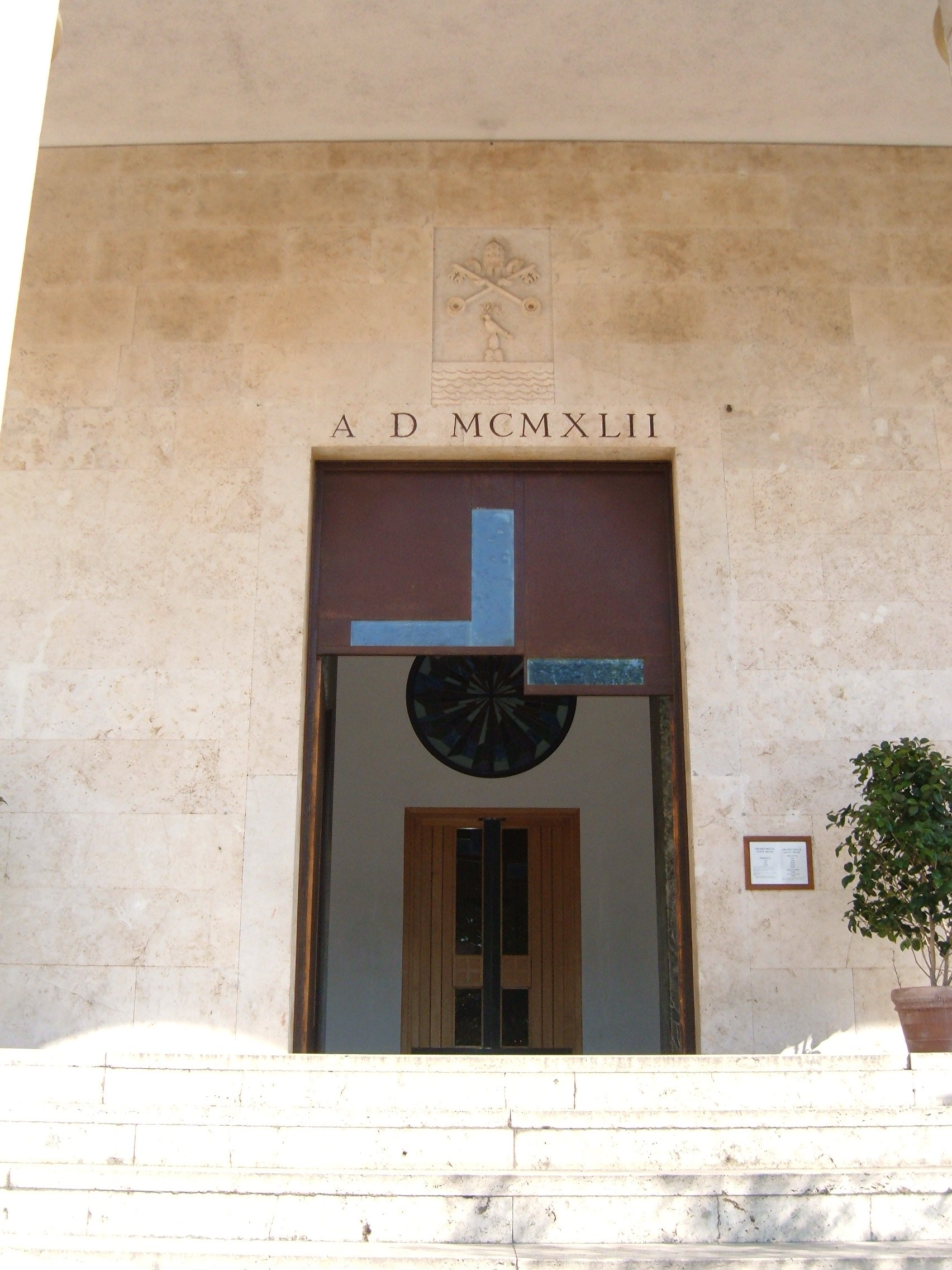
Portal principal com o brasão do papa Pio XII.

A paróquia homônima foi instituída em 27 de junho de 1942 através do decreto "In ea regione" do cardeal-vigário Francesco Marchetti Selvaggiani para celebrar a declaração do papa Pio XII, em 1939, que proclamentou São Francisco e Santa Catarina padroeiros da Itália. Inicialmente, a igreja ficou aos cuidados do clero da Diocese de Roma, mas por um tempo ela foi administrada pelos padres da diocese de Mondovì por empréstimo. Atualmente ela está sob os cuidados dos padres Schoenstatt.
O projeto arquitetônico da igreja é de Tullio Rossi, mas ele foi sendo modificado ao longo dos anos. Especialmente o presbitério sofreu modificações depois da reforma litúrgica do Concílio Vaticano II. 
O papa São João Paulo II visitou a igreja em 26 de novembro de 1989.

## Descrição

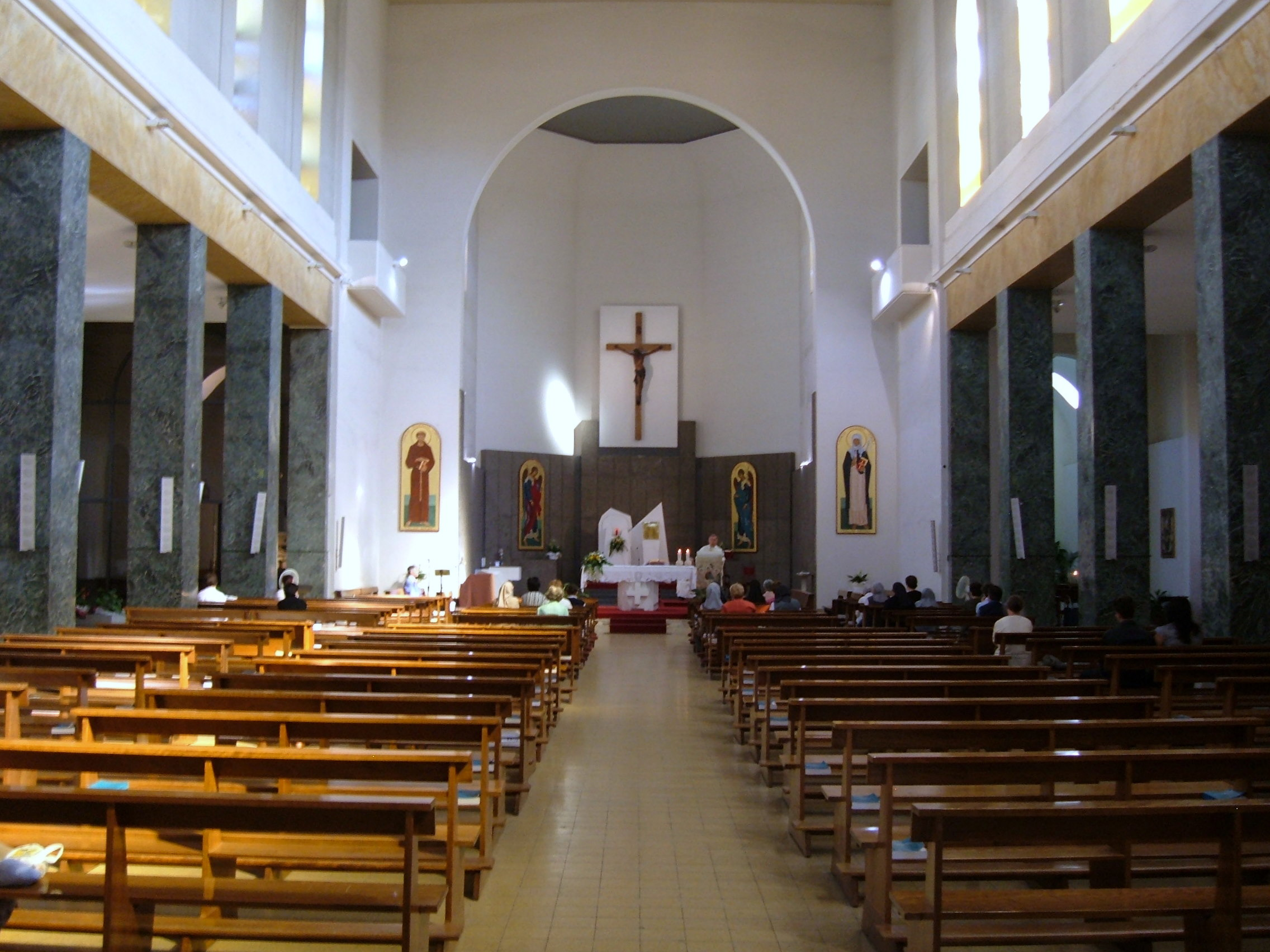
Vista do interior.

A fachada, em mármore branco, é precedida de um pórtico: no alto, sobre uma roseta estilizada, está a inscrição em latim "S. Francisco Ass. et S. Catharinae Sen. Italiae Patronis". No pórtico se abrem três portais: o maior, no centro, é encimado pelo brasão do papa Pio XII com a inscrição dedicatória indicando o ano da consagração da igreja, "A.D. MCMXLII".
O interior da igreja se apresenta em três naves separadas por colunas de mármore. Na abside, bem simples, está um grande crucifixo de madeira central e dois ícones laterais que reproduzem os arcanjos Miguel e Gabriel prostrados; dos lados do arco absidal estão dois ícones representando São Francisco de Assis (esquerda) e Santa Catarina de Siena (direita). Abaixo do crucifixo, atrás do altar-mor em mármore branco, está um sacrário de bronze dourado. Finalmente, dos lados da abside estão duas cantorias simples. As duas capelas laterais são dedicadas ao Sagrado Coração de Jesus e a Virgem Maria Salvadora. 